# سربرزه
سربرزه، روستایی از توابع بخش دینور شهرستان صحنه در استان کرمانشاه ایران است.

## جمعیت
این روستا در دهستان حر قرار دارد و براساس سرشماری مرکز آمار ایران در سال ۱۳۸۵، جمعیت آن ۱۹۰ نفر (۴۸خانوار) بوده‌است.

## کشاورزی و باغداری
سیب قرمز و زرد روستای سربرزه در بازارهای ایران و حتی خارج از ایران شهرت دارد.